# Clepticus parrae
Clepticus parrae är en fiskart som först beskrevs av Marcus Élieser Bloch och Johann Gottlob Theaenus Schneider, 1801.  Clepticus parrae ingår i släktet Clepticus och familjen läppfiskar. IUCN kategoriserar arten globalt som livskraftig. Inga underarter finns listade i Catalogue of Life.